# Лендінгвілл (Пенсільванія)
Лендінгвілл (англ. Landingville) — місто (англ. borough) в США, в окрузі Скайлкілл штату Пенсільванія. Населення — 138 осіб (2020).

## Географія
Лендінгвілл розташований за координатами 40°37′23″ пн. ш. 76°7′22″ зх. д. / 40.62306° пн. ш. 76.12278° зх. д. (40.623130, -76.122667).  За даними Бюро перепису населення США в 2010 році місто мало площу 2,22 км², з яких 2,22 км² — суходіл та 0,00 км² — водойми.

## Демографія
Згідно з переписом 2010 року, у селищі мешкало 159 осіб у 59 домогосподарствах у складі 39 родин. Густота населення становила 72 особи/км².  Було 64 помешкання (29/км²).
Расовий склад населення:
| - 98,1 % — білих - 0,6 % — вихідців з тихоокеанських островів - 0,6 % — корінних американців |

До двох чи більше рас належало 0,0 %. Частка іспаномовних становила 1,3 % від усіх жителів.
За віковим діапазоном населення розподілялося таким чином: 20,8 % — особи молодші 18 років, 69,8 % — особи у віці 18—64 років, 9,4 % — особи у віці 65 років та старші. Медіана віку мешканця становила 41,9 року. На 100 осіб жіночої статі у селищі припадало 80,7 чоловіків;  на 100 жінок у віці від 18 років та старших — 88,1 чоловіків також старших 18 років.
Середній дохід на одне домашнє господарство  становив 66 120 доларів США (медіана — 51 750), а середній дохід на одну сім'ю — 88 390 доларів (медіана — 75 625). За межею бідності перебувало 4,3 % осіб, у тому числі 0,0 % дітей у віці до 18 років та 9,1 % осіб у віці 65 років та старших.
Цивільне працевлаштоване населення становило 50 осіб. Основні галузі зайнятості: освіта, охорона здоров'я та соціальна допомога — 34,0 %, виробництво — 30,0 %, науковці, спеціалісти, менеджери — 12,0 %, роздрібна торгівля — 8,0 %.